# 海河平原

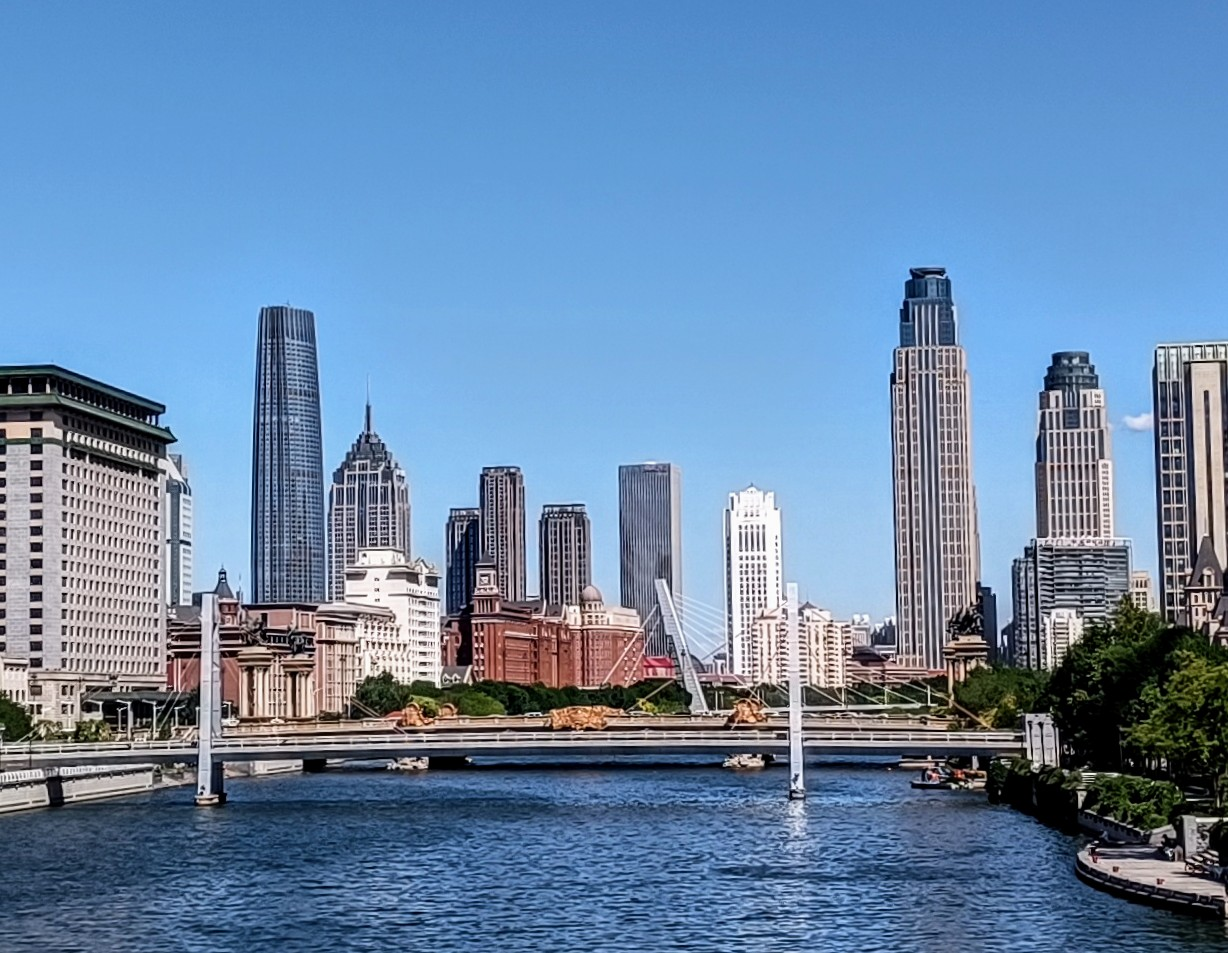
海河兩側

海河平原意指中國海河流域的沖積扇平原，因位於河北省中部，故又稱冀中平原，是華北平原（或稱為黃淮海平原）的一部份。北抵燕山南麓，南接黃淮平原，西倚太行山，東臨渤海灣。

## 氣候
整個區域屬於暖溫帶濕潤或半濕潤氣候（柯本氣候分類法Dwa/Bsk）。受季風影响冬季乾燥寒冷，夏季高溫多雨，春季乾旱少雨，蒸發強烈。春季旱情較重，夏季常有洪澇。年均溫和年降雨量由南向北隨緯度增加而遞減。尤其在夏季季風迎風面的丘陵地帶，這種夏季暴雨的現象更為明顯，再加上海河本身淤塞嚴重，因此，常形成洪澇災害。年降雨量的變化甚大，集中在單一季節的情況越北、越內陸，越明顯，雨量變率往往達百分之三十左右。

## 水系
整個平原上有海河、灤河和徒駭河馬頰河等三大水系。其中，海河是此區域最大河流，主要支流有北運河、永定河、大清河、子牙河、南運河五大支流，於天津附近匯聚入渤海。整個海河平原的範圍西以山西高原與黃河流域接界，北為蒙古高原，東北與遼河流域接界，南面黃河，東臨渤海，流域面積達到三十一萬平方公里。

## 人文
就現行的行政區劃包括有：北京、天津兩市，河北省大部份，山西省東部，山東、河南兩省北部，以及內蒙古自治區、遼寧省的一小部分。平原上的主要城市有北京、天津、石家莊、雄安新区等，其中北京為現在中華人民共和國首都。